# Mohammad Sidique Khan
Mohammad Sidique Khan (* 20. Oktober 1974 in Leeds; † 7. Juli 2005 in London) war der älteste der vier Selbstmordattentäter der Terroranschläge am 7. Juli 2005 in London, bei denen 56 Menschen (inklusive der vier Selbstmordattentäter) getötet und über 700 teilweise schwer verletzt wurden.

## Leben
Khan wurde im St James University Hospital in Leeds geboren und wuchs in Beeston auf. Anfang 2005 zog er nach Dewsbury, nahe Leeds. Er ging zur South Leeds High School (vormals Matthew Murray High School), die auch Hasib Hussain besuchte, der den Bombenanschlag auf den Bus verübte. Anschließend begann Khan ein Studium an der Leeds Metropolitan University.
Ab dem Jahr 1999 geriet er unter den Einfluss des radikalen muslimischen Geistlichen Abdullah el-Faisal.
Khan arbeitete in der Grundschule Hillside in Leeds als „learning mentor“ mit Kindern von Familien, die gerade nach Großbritannien gekommen waren. Khans Kollegen lernten ihn als eher ruhigen Menschen kennen, der nicht über seine religiösen und politischen Ansichten sprach.
Khan arbeitete zusätzlich für ein Jugendprogramm des Hamara Healthy Living Centre in Beeston, dem Hamara Youth Access Point (HYAP). Mitarbeiter bestätigten, dass zwei der Attentäter – Shehzad Tanweer and Hasib Hussain – ebenfalls am HYAP teilnahmen. Khan nutzte das Projekt als Rekrutierungszentrum.
Khan soll die Anschläge um einen Tag aufgeschoben haben, da er seine schwangere Frau in ein Krankenhaus begleiten musste.

## Die Anschläge von London
Am Morgen des 7. Juli 2005 fuhr Khan mit seinen drei Komplizen nach Luton in Bedfordshire. Dort bestiegen die vier einen Zug zum Londoner Bahnhof King’s Cross. Von dort betrat Khan die London Underground und stieg in einen Zug der Circle Line. Er reiste vier Haltestellen bis zur Edgware Road. Die Bombe, die er mit sich führte, detonierte um 8:50 Uhr, gerade als der Zug die Station verließ. Dokumente von Khan wurden im Zug gefunden.
Am 1. September 2005 wurde ein Video veröffentlicht, auf dem Khan zu sehen ist. Das Video, das von Al Jazeera ausgestrahlt wurde, zeigt auch den al-Qaida-Anführer Ayman al-Zawahiri. Die beiden Männer sind auf dem Video nicht zusammen zu sehen, und die britische Regierung streitet eine Verbindung der Bombenanschläge zu al-Qaida ab. Das Home Office glaubt, dass das Video nach dem Selbstmordanschlag bearbeitet wurde, und sieht es daher nicht als Beweis für eine Beteiligung von al-Qaida.

## Geheimdienstliche Erkenntnisse
Khan soll regelmäßig Ausbildungslager in Pakistan und Afghanistan besucht haben. Zudem soll er einige Zeit in Israel verbracht haben. Im Jahr 2001 soll Khan in einem Trainingslager im pakistanischen Distrikt Malakand den Bau von Bomben erlernt haben. Er soll mit der indonesischen Terrorgruppe Jemaah Islamiyah trainiert und an dem Anschlag von Bali 2002 beteiligt gewesen sein.
Die israelische Zeitung Maariv berichtete, dass Khan am 19. Februar 2003 nach Israel gereist sein soll. Dort soll er jedoch nur eine Nacht verbracht haben. Er wird verdächtigt, an den Planungen des Selbstmordanschlags auf die Bar Mike’s Place in Tel Aviv am 30. April 2003 beteiligt gewesen zu sein. Bei dem Anschlag, der von zwei britischen Bürgern pakistanischer Abstammung durchgeführt wurde, kamen drei Israelis ums Leben. Die Regierung Israels soll den Report heruntergespielt haben.
Nach einem Bericht von David Leppard in der Sunday Times war Khan im Jahr 2004 auch dem MI5 aufgefallen, als sein Name während einer Ermittlung auftauchte. Dabei wurde seine Verbindung zu einem geplanten Anschlag mit einer Autobombe untersucht. Diese Verbindung soll nach Einschätzung des MI5 eher indirekt gewesen sein, sodass Khan nicht weiter überwacht wurde. Das MI5 wurde später dafür kritisiert, den Spuren zu Khan nicht weiter gefolgt zu sein. Der Geheimdienst wies diese Vorwürfe zurück.
Nach Berichten der US-amerikanischen Geheimdienste soll Khan Mohammed Junaid Babar bekannt gewesen sein. Babar bekannte sich vor Gericht in den USA schuldig, al-Qaida unterstützt zu haben. Babar soll an Plänen für Anschläge auf Pubs, Restaurants und Bahnhöfe in Großbritannien gearbeitet haben. Babar soll Khan in Pakistan getroffen haben.
Am 18. Juli 2005 veröffentlichte die Regierung Pakistans ein Video vom 19. November 2004, das Khan bei seiner Ankunft am Flughafen Karachi zeigt. Shehzad Tanweer war ebenfalls auf dem Video zu sehen. Beide nutzen den Turkish Airlines Flug TK 1056. Khan und Tanweer blieben bis zum 8. Februar 2005 in Pakistan, bevor sie zusammen nach London zurückflogen. Der dritte Attentäter, der 18-jährige Hasib Hussain, landete am 15. Juli 2004 in Karachi. Startflughafen seines Fluges SV 714 war die saudi-arabische Stadt Riad.